# الإسبانية الرايوبلاتنسية

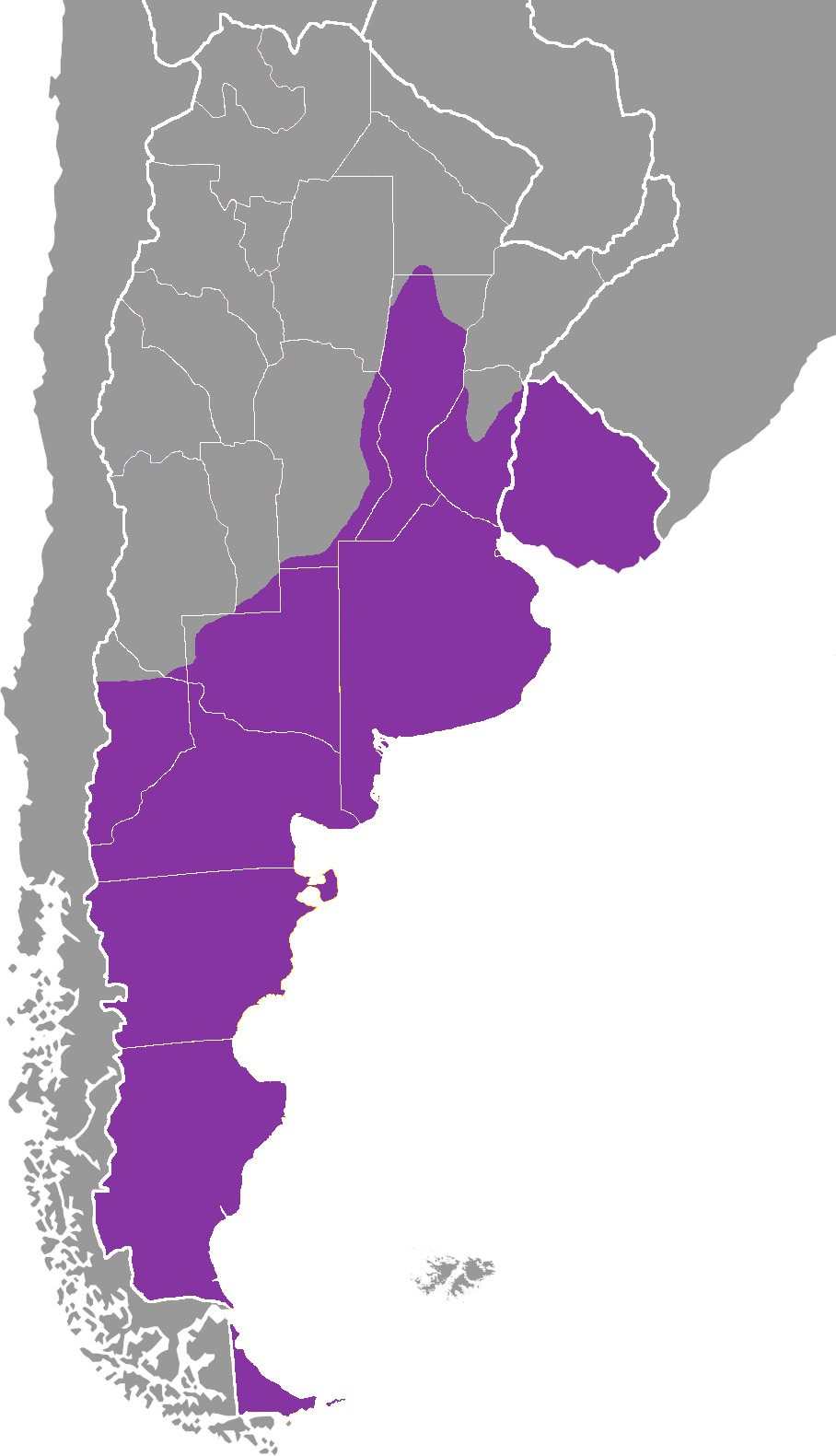
مناطق تحدث اللهجة تقريباً.

الإسبانية الرايوبلاتنسية هي لهجة من لهجات اللغة الإسبانية والتي يُتحدث بها بشكل رئيس في حوض نهر ريو دلابلاتا في الأرجنتين والأوروغواي. ويشار لهذه اللهجة باسم الإسبانية الأرجنتينة أو لهجة ريفر بليت. تعتبر هذه اللهجة أكثر اللهجات في استخدام voseo في كلا الحالتين؛ أي كتابة وحديثاً. وتتشابه هذه اللهجة مع اللهجة الإسبانية في شرق بوليفيا وفي بيرو وتشيلي. ويتحدث بهذه اللهجة حوالي 25-30 مليون نسمة. غالبًا ما يتم نطق هذه اللهجة بشكل يشبه لغة مدينة نابولي في جنوب إيطاليا، لكن هناك استثناءات.